# Fisiología vegetal

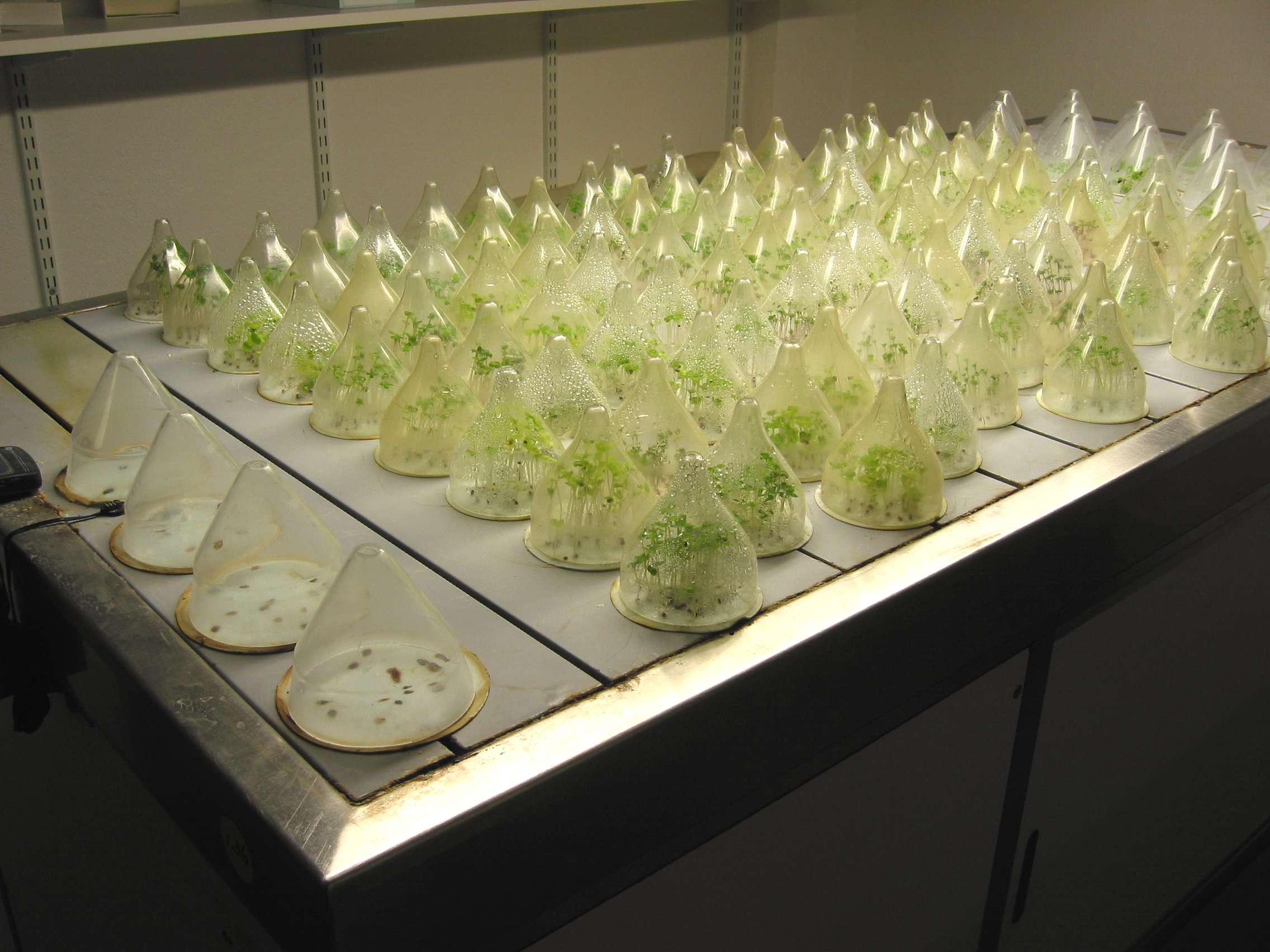
Experimento de índice de germinación.

La fisiología vegetal es la subdisciplina de la botánica dedicada al estudio de los procesos metabólicos de las plantas.
El campo de trabajo de esta disciplina está estrechamente relacionado con la anatomía de las plantas, la ecología (interacciones con el medio ambiente), la fitoquímica (bioquímica de las plantas), la percepción vegetal, la biología celular y la biología molecular.
Los fisiólogos botánicos estudian los procesos fundamentales tales como la fotosíntesis, la respiración, la nutrición vegetal, las funciones de las hormonas vegetales, los tropismos, los movimientos násticos, el fotoperiodismo, la fotomorfogénesis, los ritmos circadianos, la fisiología del estrés medioambiental, la germinación de las semillas, la dormancia, la función de los estomas y la transpiración, siendo estos dos últimos parte de la relación de las plantas con el agua.

## Campo de estudio

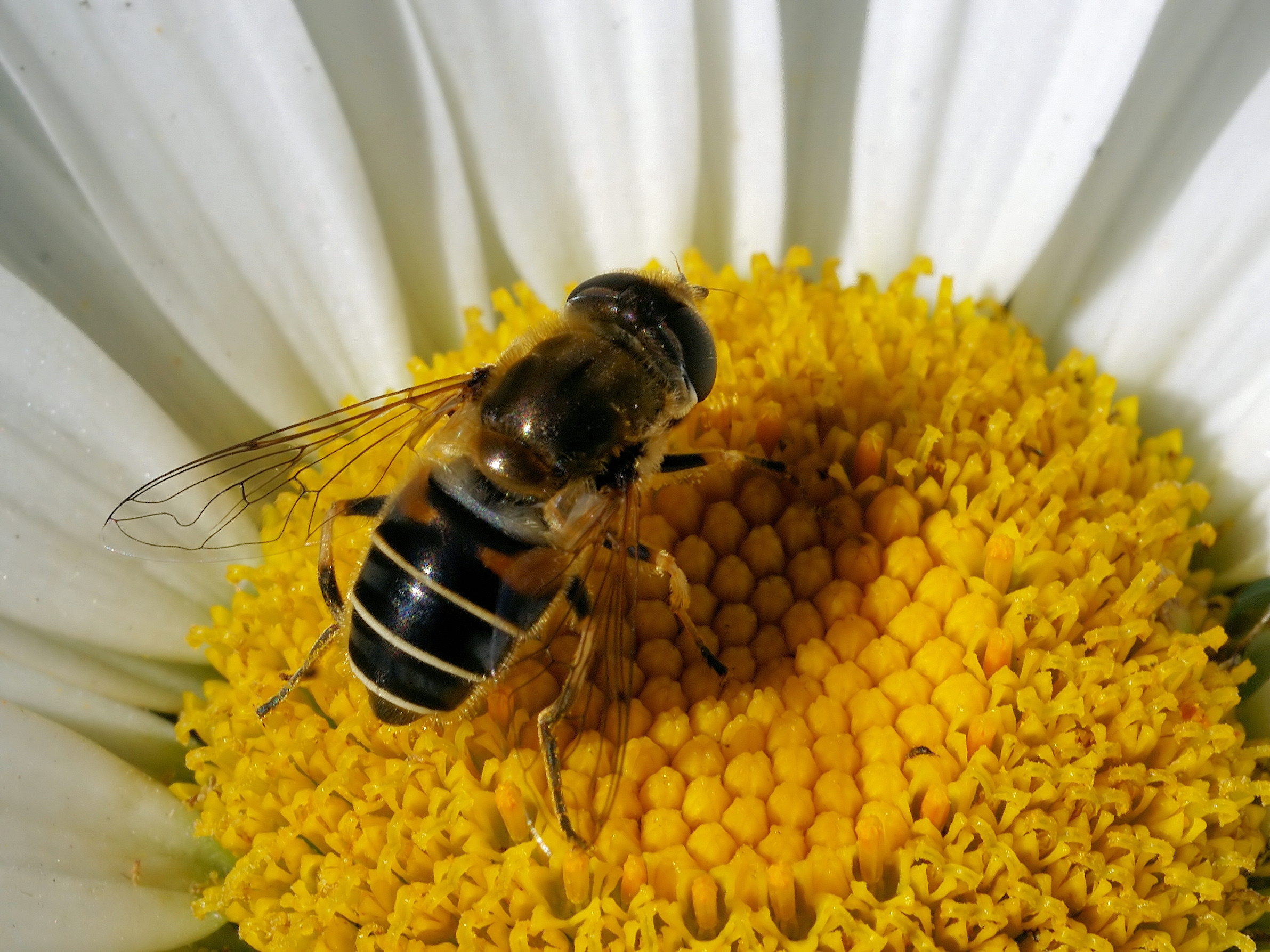
Un sírfido (Eristalis arbustorum) polinizando una margarita (Leucanthemum vulgare)

El campo de la fisiología vegetal incluye el estudio de todas las actividades internas de las plantas, los procesos químicos y físicos asociados a la vida. Esto implica el estudio a muchos niveles en escala de tamaño y tiempo. En la escala más pequeña se encuentran las interacciones moleculares de la fotosíntesis y la difusión interna del agua, minerales y nutrientes. A gran escala se encuentran el desarrollo, estacionalidad, dormancia y control reproductivo. El ámbito de la fisiología vegetal como disciplina se puede dividir en varias áreas de investigación principales.
En primer lugar, la fitoquímica estudia la gran diversidad de compuestos químicos que se producen para funcionar y sobrevivir (elementos que no se encuentran en otros organismos). Ya que no se pueden mover, deben defenderse químicamente de herbívoros, patógenos y de la competencia contra otras plantas, para ello producen toxinas y compuestos que producen mal olor o sabor. Otros productos las defienden contra las enfermedades, las permiten vivir durante las sequías y las preparan para la hibernación. Y aún otros los utilizan para atraer polinizadores o herbívoros que esparzan las semillas maduras.
La fotosíntesis requiere una amplia serie de pigmentos, enzimas y otros compuestos para funcionar.
Segundo, el estudio de los procesos biológicos y químicos de las células. Las células vegetales tienen cierta características que las distinguen de las animales, las cuales dan origen a las principales diferencias de comportamiento y respuesta en relación con la vida animal. Por ejemplo, las células vegetales poseen una pared celular que restringe su forma y, por tanto, limita su flexibilidad y movilidad. También contienen clorofila, compuesto que interactúa con la luz de forma que les permite fabricar su propio alimento, en lugar de consumir otros seres vivos.
Tercero, estudia las interacciones entre sus células, tejidos y órganos. Las diferentes células y tejidos están física y químicamente especializados para llevar a cabo funciones específicas.
Cuarto, estudia la forma en que las plantas controlan o regulan sus funciones internas, como las fitohormonas producidas en una parte de la planta para alertar a las células de otra parte que deben producir una respuesta. Compuestos sensibles a la luz que responden a la duración de la noche para que la planta florezca en la estación del año apropiada, un fenómeno conocido como fotoperiodismo. La maduración de los frutos y la pérdida de hojas en invierno, funciones en parte controladas por el gas etileno que produce la propia planta.
Finalmente, la fisiología vegetal estudia el modo en que las plantas responden a las condiciones y cambios en el medioambiente, campo conocido como ecofisiología.
 El estrés por pérdida hídrica, los cambios en la química del aire o el hacinamiento con otras plantas pueden producir modificaciones en su funcionamiento. Estas modificaciones pueden estar afectadas por factores genéticos, químicos y físicos.

## Bioquímica vegetal

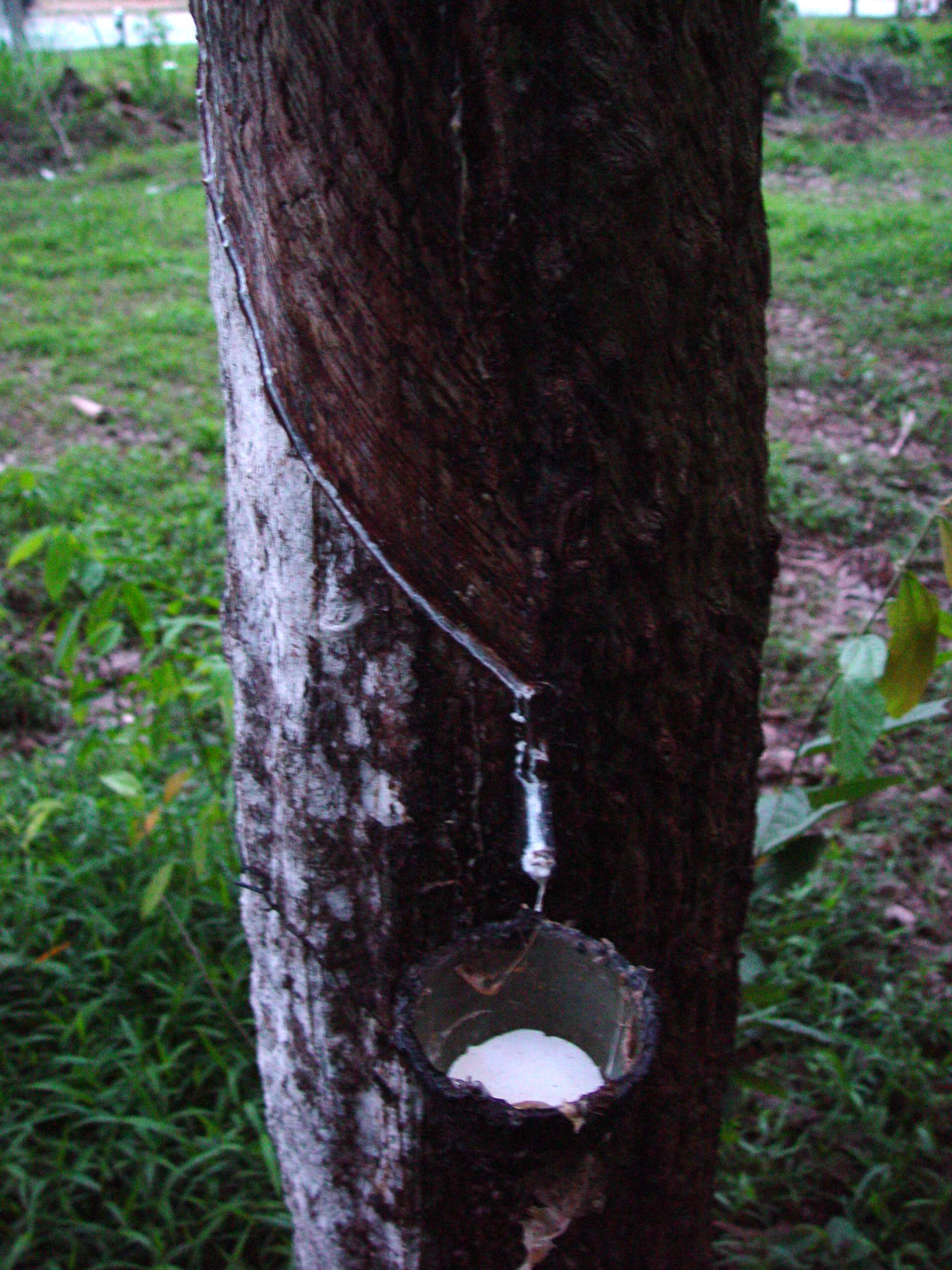
Recolección de látex de un árbol del caucho.

Los elementos simples de los cuales están principalmente constituidos las plantas - carbono, oxígeno, hidrógeno, calcio, fósforo, etc. - no difieren de los de los animales, hongos o incluso bacterias. Los compuestos atómicos fundamentales en las plantas son iguales al resto de formas de vida; difieren únicamente los detalles en la forma en que se agrupan.
A pesar de esta semejanza subyacente, las plantas producen una amplia variedad de productos químicos con propiedades poco corrientes que utilizan para afrontar su medioambiente. Las plantas usan los pigmentos para absorber o detectar la luz, mientras que los seres humanos los extraemos para utilizarlos como tintes. Otros productos se usan para fabricar caucho o biofuel, pero quizás los más conocidos sean los de uso farmacológico, como el ácido salicílico (aspirina), morfina o digitalis. La industria farmacéutica gasta billones cada año en la investigación de compuestos vegetales para potenciales beneficios médicos.

### Nutrición vegetal
Las plantas necesitan nutrientes para sobrevivir, algunos en grandes cantidades, como el carbono y el nitrógeno (macronutrientes). Otros (los micronutrientes), los necesitan en cantidades mínimas para mantenerse sanas y normalmente los absorben como iones disueltos en el agua desde el sustrato, aunque las plantas carnívoras los obtienen de sus presas.
La siguiente tabla muestra los nutrientes esenciales de uso generalizado entre las plantas.
| Elemento  | Forma de absorción | Función                                                            |
| --------- | ------------------ | ------------------------------------------------------------------ |
| Nitrógeno | NO3–, NH4+         | Ácidos nucléicos, proteínas, hormonas, etc.                        |
| Oxígeno   | O2 H2O             | Celulosa, almidón, otros compuestos orgánicos                      |
| Carbono   | CO2                | Celulosa, almidón, otros compuestos orgánicos                      |
| Hidrógeno | H2O                | Celulosa, almidón, otros compuestos orgánicos                      |
| Potasio   | K+                 | Cofactor en la síntesis de las proteínas, equilibrio hídrico, etc. |
| Calcio    | Ca2+               | Síntesis y estabilización de la membrana                           |
| Magnesio  | Mg2+               | Elemento esencial para la clorofila                                |
| Fósforo   | H2PO4-             | Ácidos nucléicos, fosfolípidos, ATP                                |
| Azufre    | SO42–              | Componente de proteínas y coenzimas                                |

| Elemento  | Forma de absorción | Notas                                                                 |
| --------- | ------------------ | --------------------------------------------------------------------- |
| Cloro     | Cl-                | Fotosistema II y función de los estomas                               |
| Hierro    | Fe2+, Fe3+         | Formación de la clorofila                                             |
| Boro      | HBO3               | Enlace covalente de la pectina                                        |
| Manganeso | Mn2+               | Actividad de algunas enzimas                                          |
| Zinc      | Zn2+               | Participa en la síntesis de enzimas y clorofila                       |
| Cobre     | Cu+                | Enzimas para la síntesis de la lignina                                |
| Molibdeno | MoO42-             | Fijación del nitrógeno, reducción de nitratos                         |
| Níquel    | Ni2+               | Cofactor enzimático en el metabolismo de los compuestos del nitrógeno |

### Pigmentos

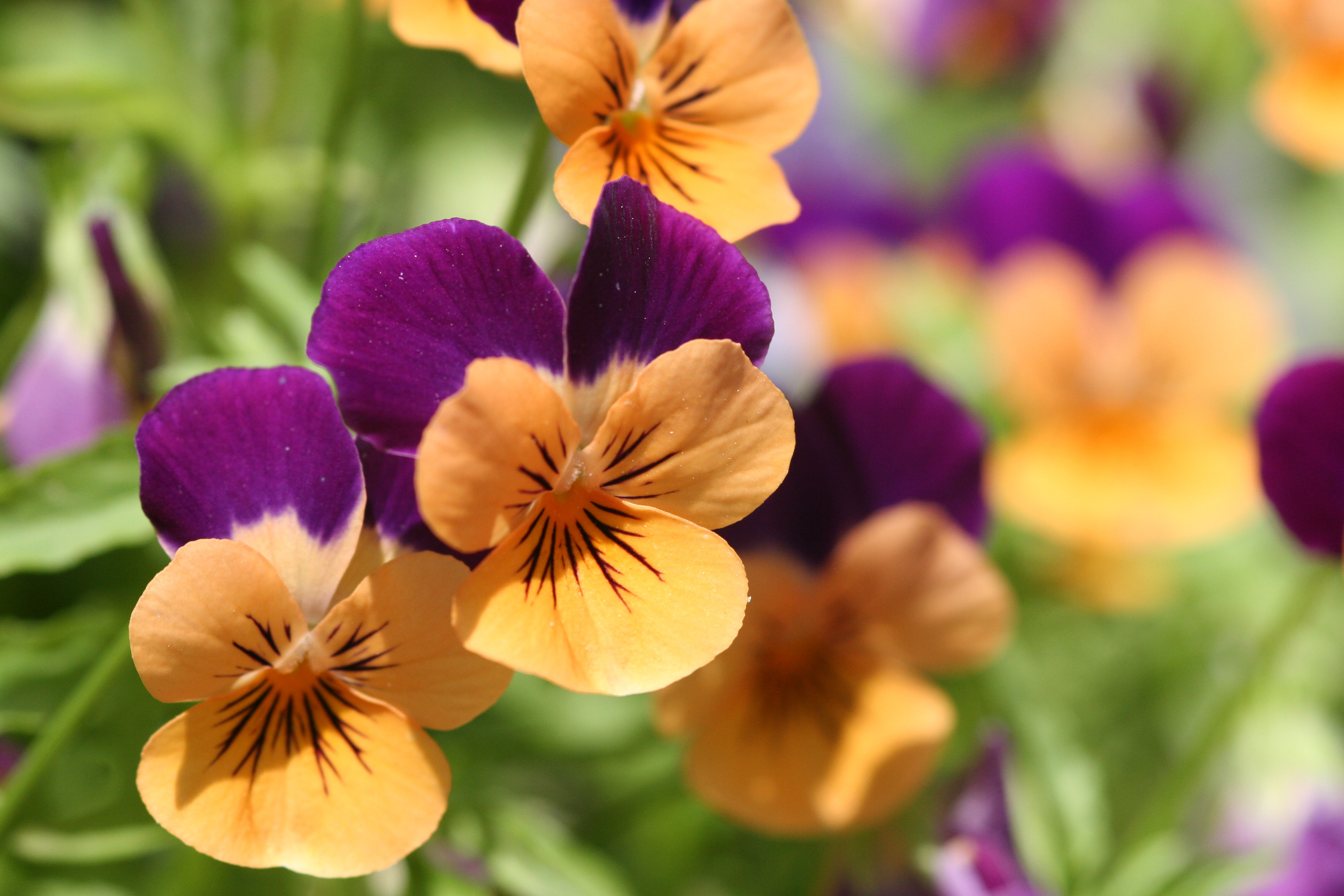
La antocianina es la responsable de la pigmentación púrpura intenso de estos pensamientos.

Los pigmentos forman parte de las moléculas más importantes para el funcionamiento de la planta. Constituyen una gran variedad de tipos diferentes de moléculas entre las que se encuentran porfirinas, carotenoides y antocianinas. Todos los pigmentos biológicos absorben selectivamente unas longitudes de onda de luz mientras reflejan otras. La planta puede usar la luminosidad absorbida para potenciar ciertas reacciones químicas, mientras que la luz reflejada determina el color del pigmento que se mostrará a la vista.

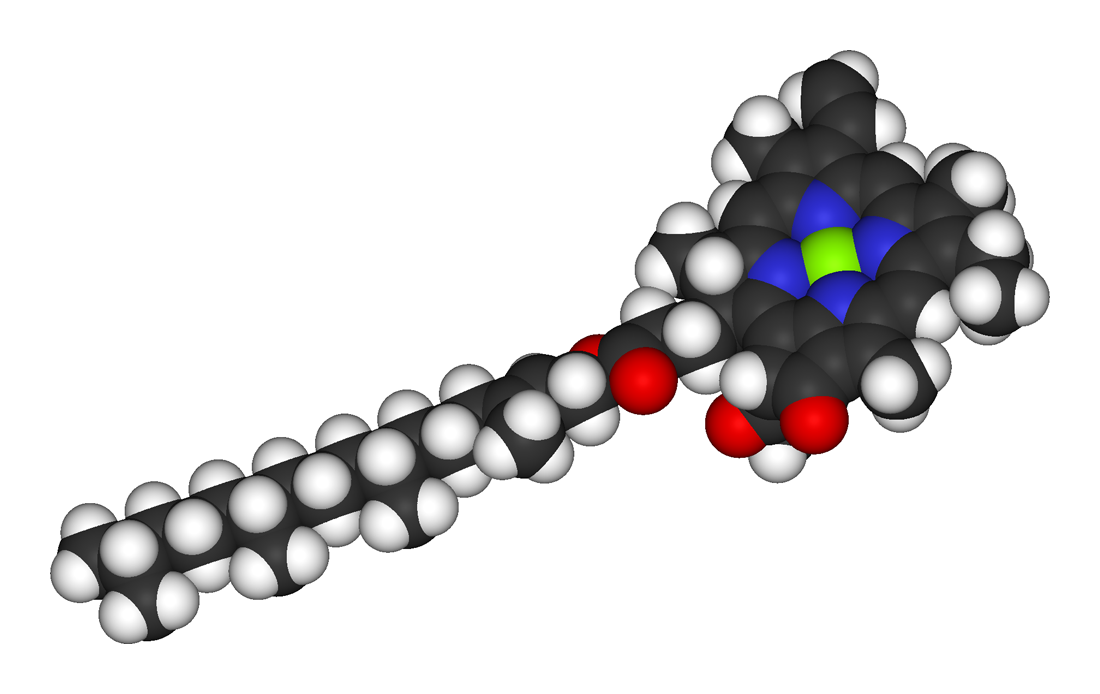
Molécula de la clorofila (modelo en 3D).

La clorofila es el pigmento primario; es una porfirina que absorbe la longitud de onda roja y azul reflejando la verde, por lo que es precisamente su presencia y mayor o menor abundancia la que da el característico color verde a las plantas. Es también la que, al interceptar la luz, incentiva la fotosíntesis.
Los carotenoides son tetraterpenoides rojos, naranjas o amarillos. Funcionan como pigmentos accesorios ayudando a incentivar la fotosíntesis al reunir longitudes de onda que no han sido absorbidas por la clorofila.
Las antocianinas son flavonoides pigmentarios liposolubles que se muestran rojos o azules dependiendo del pH. Se dan en todos los tejidos de las plantas superiores, dando color a las hojas, tallos, raíces, flores y frutos, aunque no siempre en cantidades suficientes para que sean apreciables.
Las betalainas son pigmentos rojos o amarillos y, al igual que las antocianinas, son liposolubles pero, a diferencia de ellas, son compuestos indol-derivados sintetizados de la tirosina. Este tipo de pigmentos se encuentran solamente en el orden Caryophyllales (incluidos cactus y Amaranthus) y nunca coinciden en plantas que contengan antocianinas. Son las responsables, por ejemplo, del profundo color rojo de la remolacha (Beta vulgaris) y se usan comercialmente como colorantes alimenticios. Los fisiólogos no están seguros de la función que realizan en las plantas que las contienen, sin embargo algunas evidencias preliminares afirman que podrían tener propiedades fungicidas.

## Señales y reguladores

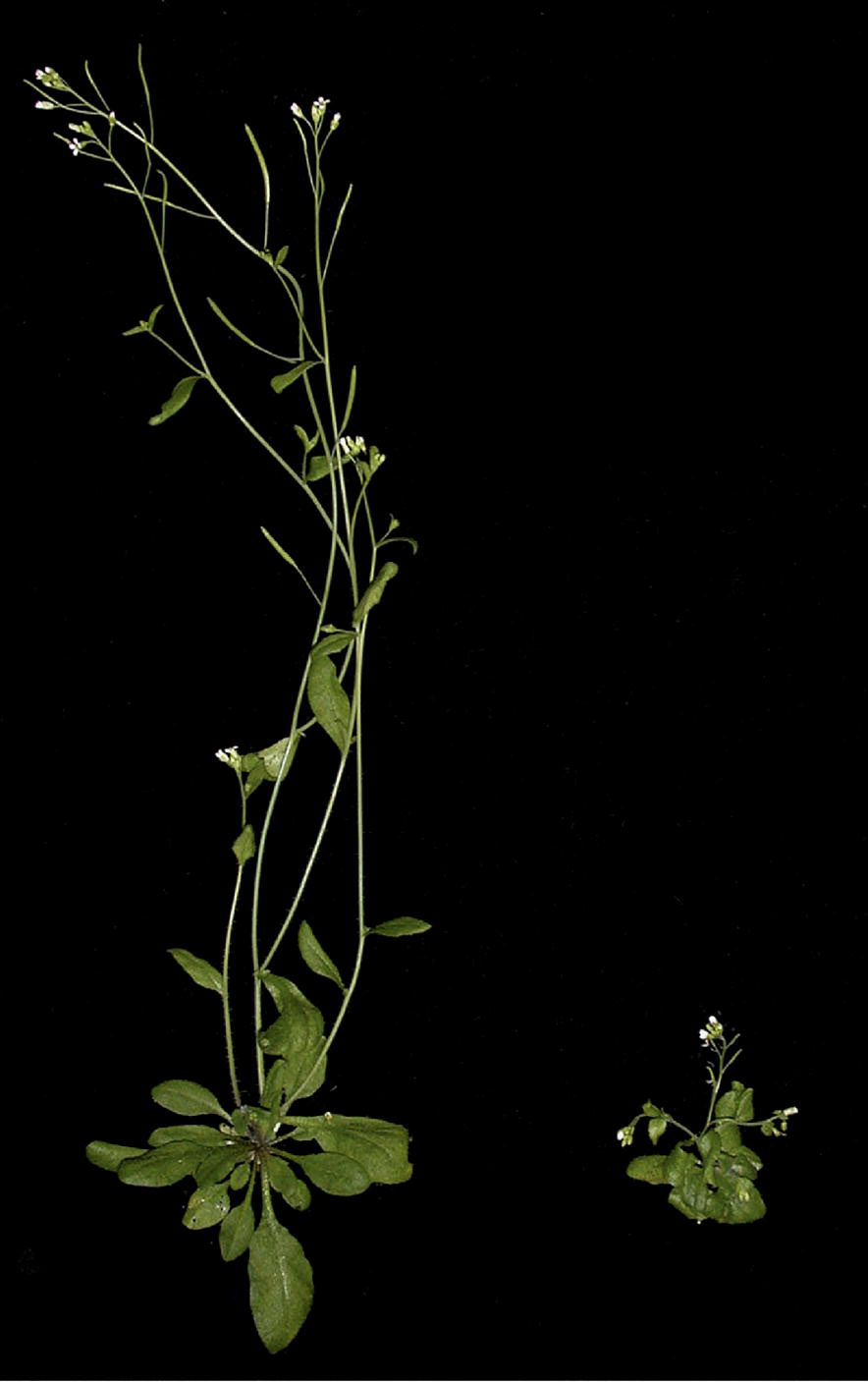
Una mutación que bloquea la respuesta a la auxina provoca el crecimiento anormal en esta Arabidopsis thaliana (derecha).

Las plantas producen hormonas y otros reguladores de crecimiento que actúan para indicar una respuesta fisiológica en sus tejidos. También producen compuestos, tales como fitocromo, que son sensibles a la luz y sirven para activar el crecimiento o el desarrollo en respuesta a señales medioambientales.

### Hormonas vegetales
Las fitohormonas son compuestos químicos que regulan el crecimiento de una planta. Según una definición estándar del mundo animal, las hormonas son moléculas señalizadoras producidas en ubicaciones específicas que se dan en concentraciones muy bajas y causan procesos alterados en células concretas en otras ubicaciones. A diferencia de los animales, las plantas carecen de órganos o tejidos productores de hormonas, por lo que a menudo no son transportadas a otras partes de la planta, ni su producción está limitada a ubicaciones específicas.
Estas hormonas son sustancias químicas que, en pequeñas cantidades, estimulan e influyen en el crecimiento, desarrollo y diferenciación de células y tejidos. Son vitales para el crecimiento; afectando procesos que van desde la floración hasta el desarrollo de las semillas, la dormancia y la germinación. Regulan qué tejidos deben crecer hacia arriba y cuales hacia abajo, la formación de las hojas y el crecimiento del tallo, el desarrollo y maduración del fruto, así como la abscisión foliar e incluso la muerte de la planta.
Las hormonas vegetales más importantes son el ácido abscísico (ABA), auxinas, etileno, giberelina y citoquinina, aunque hay muchas otras sustancias que sirven para regular la fisiología vegetal.

### Fotomorfogénesis
Mientras que la mayoría de la gente conoce la importancia de la luz para la fotosíntesis, pocos se dan cuenta de que la sensibilidad de la planta a la luminosidad desempeña un papel en el control de su desarrollo estructural (morfogénesis). Este uso de la luz para controlar el desarrollo estructural se llama fotomorfogénesis y depende de la presencia de fotorreceptores especializados, los cuales son pigmentos químicos capaces de absorber ondas de luz específicas.
Las plantas usan cuatro clases de fotorreceptores: fitocromo, criptocromo, un fotorreceptor UV-B y protoclorofilide a. Los dos primeros, fitocromo y criptocromo son proteínas fotorreceptoras, complejas estructuras moleculares formadas al unir una proteína con un pigmento sensible a la luz. El criptocromo también es conocido como el fotorreceptor UV-A, ya que absorbe luz ultravioleta en la sección de onda larga "A". El receptor UV-B consiste en uno o más compuestos que aún deben ser identificados con exactitud, aunque algunas evidencias sugieren como candidatos caroteno y riboflavina. Protoclorofilide a, como su nombre sugiere, es un precursor químico de la clorofila.
El fotorreceptor más estudiado es el fitocromo. Es sensible a la luz de la región roja a infrarroja del espectro visible. Muchas fanerógamas lo utilizan para regular el periodo de floración basado en la duración del día y la noche (fotoperiodismo) y para ajustar los ritmos circadianos. También regula otras respuestas, como la germinación de las semillas, el tamaño, forma y número de hojas, la síntesis de la clorofila y la alineación del epicótilo o hipocótilo de las plántulas dicotiledóneas.

### Fotoperiodismo

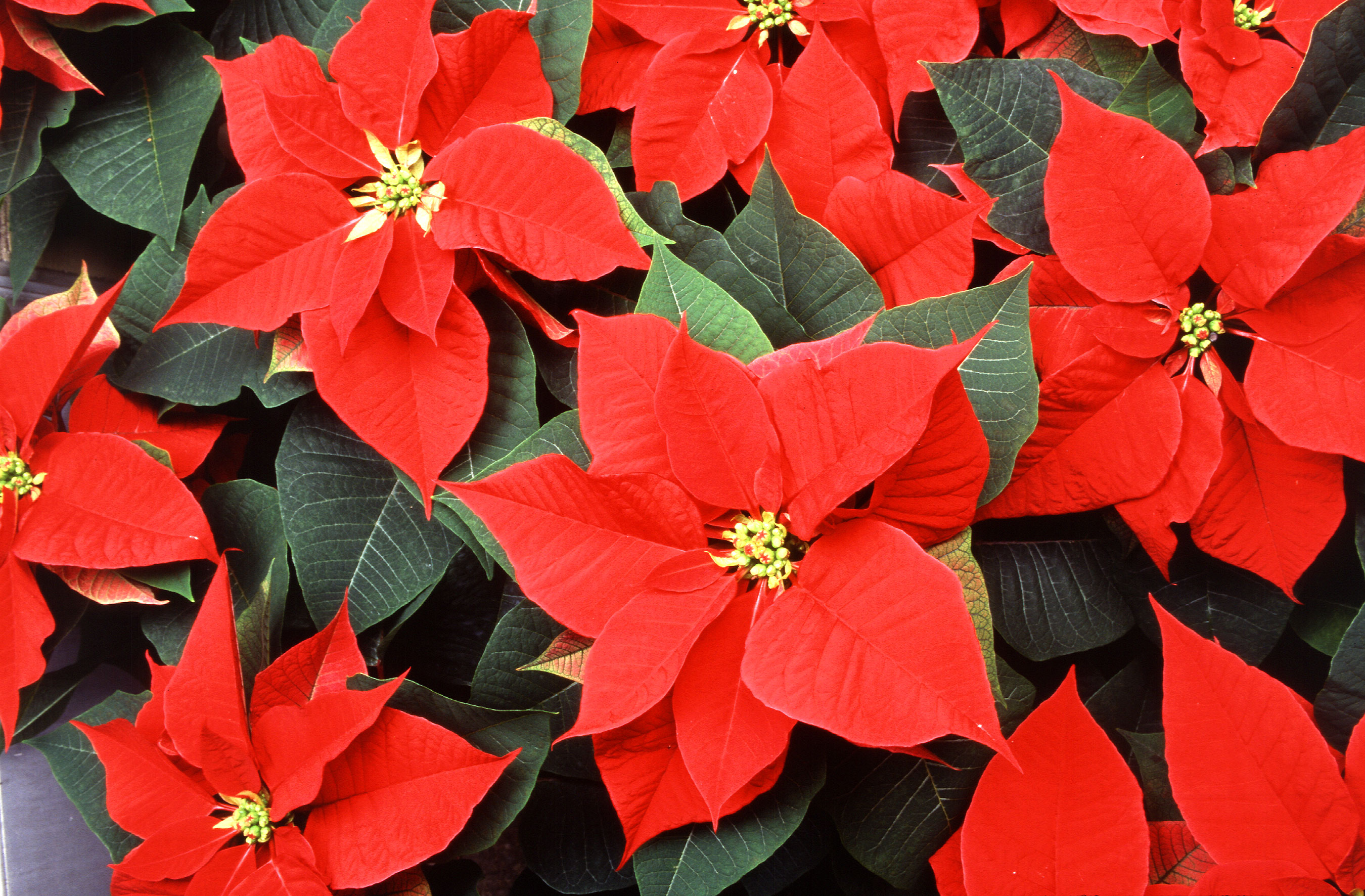
poinsettia es una planta de días cortos, requiere 2 meses con al menos 12 horas de oscuridad ininterrumpida para florecer.

Muchas fanerógamas usan el pigmento fitocromo para detectar los cambios estacionales en la duración del día, los cuales traducen como señales para florecer. Esta sensibilidad se denomina fotoperiodismo, por lo que las especies que florecen se pueden clasificar como plantas de días largos, de días cortos y neutras, dependiendo de la respuesta de cada una a los cambios en la duración del día. Las plantas de días largos requieren cierta cantidad de luz diurna para iniciar la floración, por tanto florecen en primavera o verano. Por el contrario, las plantas de días cortos florecerán cuando la duración de la luz diurna descienda hasta un cierto nivel crítico. Las neutras, en cambio, no se basan en este fotoperiodismo para florecer, aunque algunas serían sensibles a la temperatura (vernalización).
Aunque una planta de días cortos no puede florecer durante los largos días del verano, en realidad no es la exposición a los periodos de luz lo que limita la floración, sino que requiere un periodo mínimo de oscuridad ininterrumpida cada 24 horas antes de que el desarrollo floral pueda comenzar. Se ha determinado experimentalmente que una planta de este tipo no florece si, durante la noche, se utiliza un flash de luz activadora del fitocromo.
Las plantas hacen uso del sistema fitocromático para detectar la duración del día o fotoperiodo. Este hecho es utilizado por floristas y viveristas para controlar, e incluso inducir la floración fuera de su estación natural, como ocurre con Poinsettia.

## Ecofisiología
Paradójicamente, esta subdisciplina es, por un lado un campo de estudio reciente en ecología vegetal y por otro, uno de los más antiguos.
La fisiología medioambiental, término preferido entre los fisiólogos, examina las respuestas de las plantas a factores físicos tales como la radiación (incluida la luz y la radiación ultravioleta), la temperatura, el fuego y el viento. La relación con el agua (que se puede medir con una bomba de presión) y el estrés de la sequía o inundación, el intercambio de gases con la atmósfera, así como el ciclo de nutrientes, como el nitrógeno y carbono, son factores de una particular importancia.
También se examina la respuesta a factores biológicos, lo que incluye no solo las interacciones negativas, como la competencia, la predación herbívora, enfermedades y parasitismo, sino también el mutualismo y la polinización.

### Tropismos y movimientos násticos

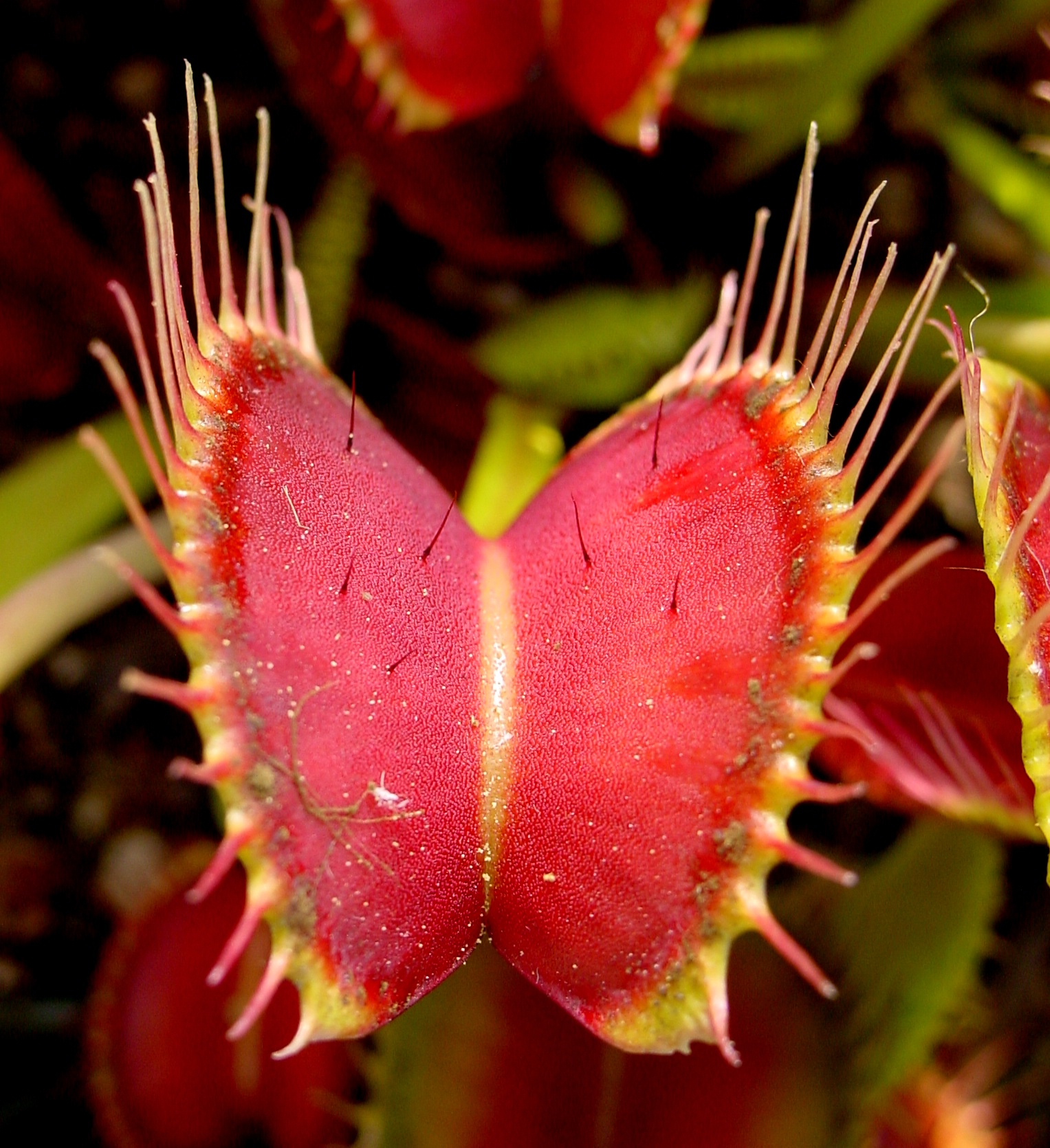
Trampa de una Venus atrapamoscas.

Las plantas pueden responder tanto a estímulos direccionales como no direccionales. La respuesta a un estímulo direccional, como la gravedad o la luz solar, se llama tropismo y la respuesta a uno no direccional es un movimiento nástico.
Los tropismos son el resultado de crecimientos celulares diferenciados, en los cuales las células de una parte de la planta se elongan más que las de la otra, provocando que se incline hacia el lado con menor crecimiento. Entre los tropismos más comunes se encuentra el fototropismo, la inclinación de la planta hacia una fuente de luz. El fototropismo le permite maximizar la exposición luminosa en aquellas que requieren luz adicional para realizar la fotosíntesis o minimizarla en las que están sujetas a luz y calor intensos. El geotropismo permite a las raíces determinar la gravedad y crecer hacia abajo. Los tropismos son, generalmente, el resultado de la interacción entre el medio y la producción de una o más fitohormonas.
A diferencia de los tropismos, los movimientos násticos son el resultado de los cambios en la presión osmótica dentro de los tejidos vegetales y pueden ocurrir rápidamente. Un ejemplo familiar es la sismonastia (respuesta al tacto o la vibración) en la Venus atrapamoscas, una planta carnívora. Las trampas consisten en hojas modificadas en forma de pala con pelos sensibles situados en el interior de la hoja. Cuando un insecto u otro animal toca estos pelos la hoja se pliega. Aunque la trampa se cierra rápidamente debido a los cambios de presión producidos en las células, se debe reabrir lentamente para dar tiempo a que la planta digiera el alimento.

### Enfermedades vegetales

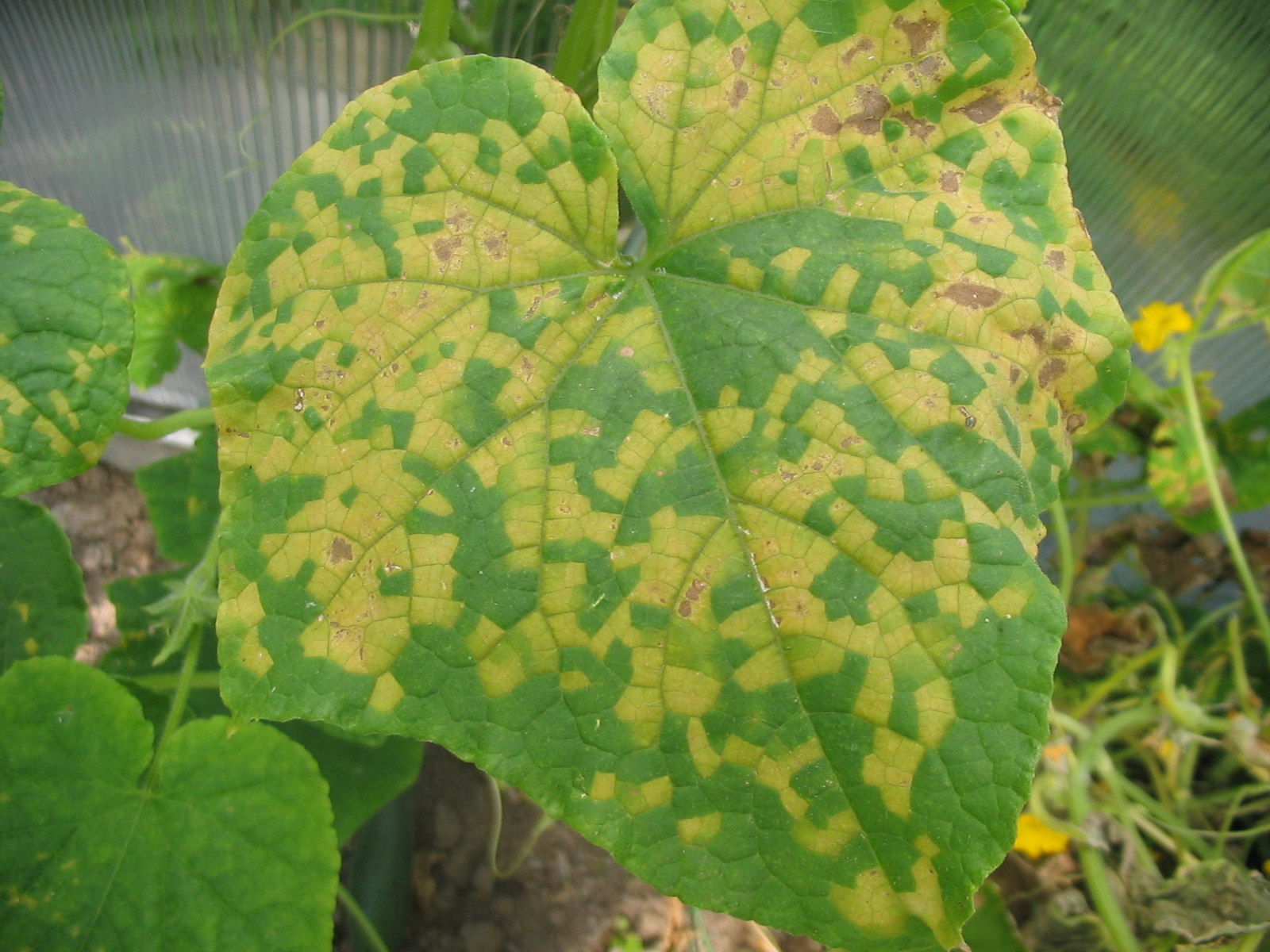
Hoja de calabaza afectada por mildiu. Es visible la característica estructura en mosaico que produce el hongo.

Económicamente, una de las áreas más importantes de investigación en ecofisiología es la fitopatología, el estudio de las enfermedades y la forma en que resisten o hacen frente a la infección. Las plantas son susceptibles a los mismos organismos patógenos que los animales, incluidas bacterias, virus y hongos, así como a la invasión física de insectos y nematodos.
Ya que la biología vegetal difiere de la animal, sus síntomas y respuestas son también diferentes. En algunos casos, una planta puede, simplemente, deshacerse de sus hojas o flores para evitar extender la enfermedad, en un proceso llamado abscisión. Las plantas, a diferencia de los animales, que pueden contagiar una enfermedad por contacto físico casual, tienden a diseminar los patógenos a través de esporas o son transportados por vectores animales.
Uno de los avances más importantes en el control de enfermedades vegetales fue el descubrimiento, en el siglo XIX, del Caldo bordelés. Este caldo, compuesto por sulfato de cobre y óxido de calcio (cal viva), es el primer fungicida conocido. Su aplicación sirvió para inhibir el crecimiento del mildiu que amenazaba gravemente la industria vinícola francesa.

## Historia

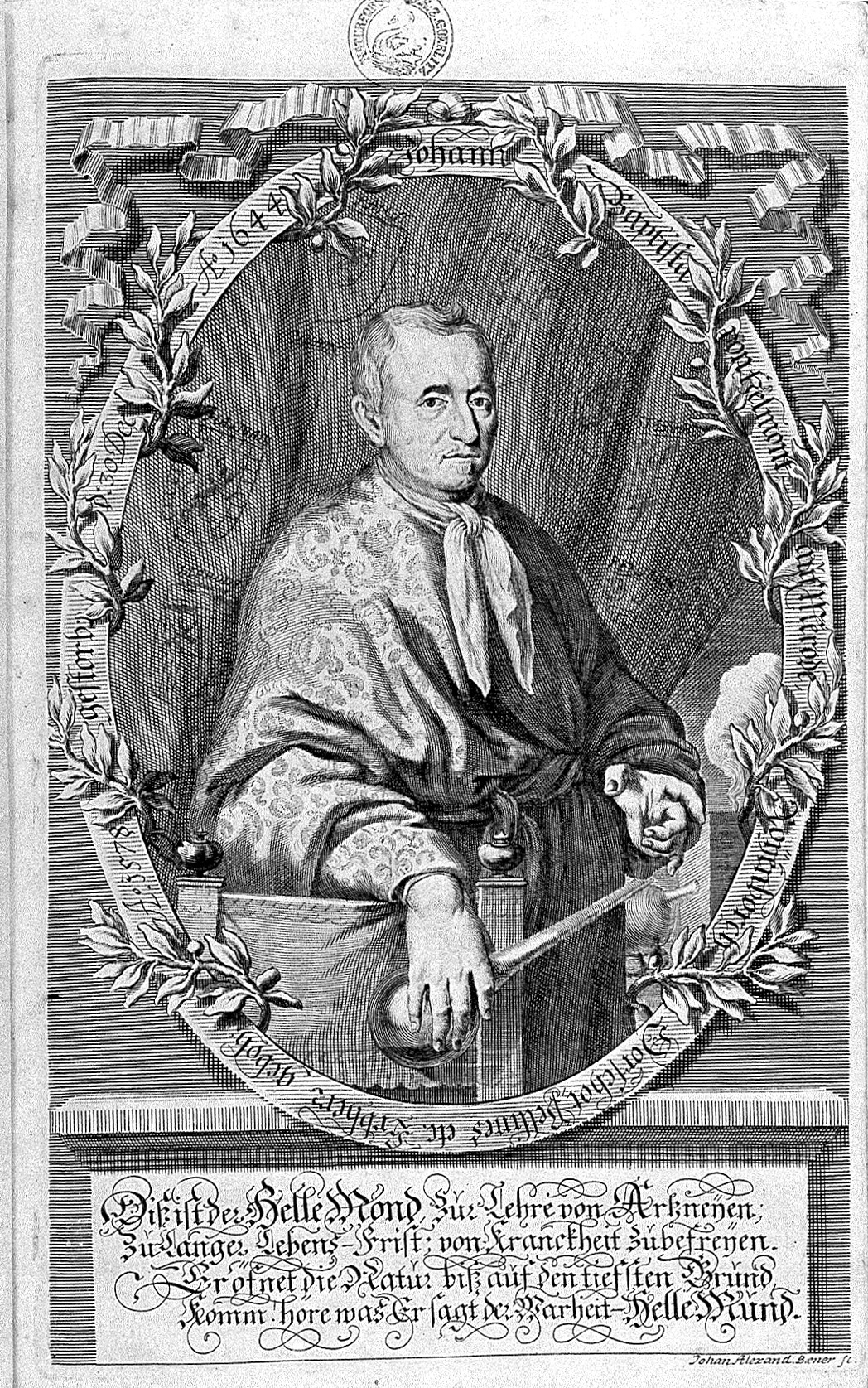
Jan Baptist van Helmont.

Sir Francis Bacon publicó uno de los primeros experimentos sobre fisiología vegetal en 1627, en el libro Sylva Sylvarum. Bacon cultivó varias especies terrestres, incluido un rosal en agua y llegó a la conclusión de que solo se necesitaba el sustrato para mantener las plantas erguidas. Jan Baptist van Helmont publicó lo que se considera el primer experimento cuantitativo en esta materia en 1648. Durante cinco años, cultivó un sauce en una maceta que contenía 90,718 kg de sustrato desecado en un horno. Este sustrato perdió solamente 900 gramos de su peso y van Helmont dedujo que las plantas obtienen todo su peso del agua, no del suelo.
En 1699, John Woodward publicó experimentos sobre el crecimiento de la menta verde en diferentes tipos de aguas y averiguó que crecía mucho mejor en agua con sustrato añadido en lugar de en agua destilada.
A Stephen Hales se le considera el padre de la fisiología vegetal debido a los muchos experimentos realizados y recogidos en el libro 1727; si bien Julius von Sachs unificó las diferentes partes de la fisiología vegetal reuniéndolas como disciplina. Su
Lehrbuch der Botanik fue como la biblia de esta materia en sus tiempos
.
Durante la década de 1800, los investigadores descubrieron que las plantas absorben los nutrientes minerales esenciales como iones inorgánicos del agua. En condiciones naturales, el suelo actúa como almacén de nutrientes minerales, pero este suelo, en sí mismo, no es esencial para su crecimiento. Cuando los minerales del sustrato se disuelven en el agua las raíces de la planta los absorben rápidamente, el suelo ya no es necesario para que esta prospere. Esta observación es la base de la hidroponía, el crecimiento en una solución líquida en lugar de sustrato, lo que se ha convertido en una técnica estándar de investigación biológica, ejercicios educativos en laboratorios o producción de cultivos como pasatiempo.

## Aplicaciones económicas

### Producción alimenticia
En horticultura y agricultura junto con la ciencia alimentaria, la fisiología vegetal es un tema importante relacionado con las frutas, verduras y otras partes consumibles de la planta. Los temas estudiados incluyen: requisitos climáticos, maduración del fruto, caída, nutrición. La producción de cosechas alimentarias también vincula el estudio de la fisiología con temas que cubren los tiempos de plantación y recolección óptimos y el almacenado de los productos para el consumo humano, además de la producción de sustancias secundarias para la farmacología y la cosmética.